# 케리 암스트롱
케리 암스트롱(Kerry Armstrong, 1958년 9월 12일 ~ )은 오스트레일리아의 배우이다.

## 출연 작품
- 2시 22분 (2017)
- 더 포가튼 맨 (2011)
- 라즐 다즐 (2007)
- 우베공 (2006)
- 카 풀 (2006)
- 굴 양식업자 (2004)
- 원 퍼펙트 데이 (2004)
- 란타나 (2001)
- 에이미 (1998)
- 해저 2만리 (1997)
- 파이어트랩 (1997)
- 헌팅 (1991)
- 다다 이즈 데스 (1988)

### 텔레비전
- 프리즈너 (1979, Prisoner)
- 다이너스티 (1985-86)